# Tapuwa Kapini
Tapuwa Kapini (ur. 17 lipca 1984 w Bulawayo) – zimbabwejski piłkarz grający na pozycji bramkarza.

## Kariera klubowa
Karierę piłkarską Kapini rozpoczął w mieście Bulawayo, w tamtejszym klubie Highlanders Bulawayo. W 2001 roku zadebiutował w jego barwach w zimbabwejskiej Premier League. W debiutanckim sezonie osiągnął swoje pierwsze sukcesy w karierze, gdy wywalczył mistrzostwo Zimbabwe oraz zdobył Puchar Zimbabwe, Puchar Niepodległości Zimbabwe i Tarczę Dobroczynności. W 2002 roku ponownie został mistrzem kraju i zdobywcą Pucharu Niepodległości. W 2006 roku sięgnął z Highlanders po swój trzeci tytuł mistrzowski.
W 2006 roku Kapini odszedł do drużyny Silver Stars z południowoafrykańskiego miasta Phokeng. W 2007 roku wywalczył z nim wicemistrzostwo Republiki Południowej Afryki. Latem tamtego roku zespół został przemianowany na Platinum Stars, a od 2009 roku Kapini był jego podstawowym bramkarzem. W 2011 roku przeszedł do AmaZulu FC. W latach 2015–2010 grał w Highlands Park, a w latach 2020-2022 w Sekhukhune United.

## Kariera reprezentacyjna
W reprezentacji Zimbabwe Kapini zadebiutował w 2001 roku. W 2004 roku podczas Pucharu Narodów Afryki 2004 wystąpił w jednym spotkaniu, z Algierią (2:1). W 2006 roku podczas Pucharu Narodów Afryki 2006 także rozegrał jeden mecz, z Ghaną (2:1).